# Шунан
Шунан (јап. 周南市) град је у Јапану у префектури Јамагучи. Према попису становништва из 2005. у граду је живело 152.387 становника.

## Становништво
Према подацима са пописа, у граду је 2005. године живело 152.387 становника.
| 1995.   | 2000.   | 2005.   |
| ------- | ------- | ------- |
| 161.562 | 157.383 | 152.387 |